# بيير أغوستيني
بيير أغوستيني (من مواليد 23 يوليو 1941) هو أستاذ بجامعة ولاية أوهايو في الولايات المتحدة وعالم فيزيائي تجريبي فرنسي معروف بعمله الرائد في علم الأتوسيكوند. حصل على جائزة نوبل في الفيزياء لعام 2023 بالاشتراك مع فيرينس كراوس وآن لويلييه عن "الطرق التجرببية التي تولد نبضات ضوئية في الأتوثانية لدراسة ديناميكيات الإلكترون في المادة".